# Цурцумия, Лела Людовиковна
Лела Цурцумия (груз. ლელა წურწუმია; род. 12 февраля 1969, Тбилиси) — грузинская эстрадная певица и актриса.
Училась в Тбилисском театральном институте. Выступает с 1991 года, с 2006 года в сопровождении собственной группы. Выпустила 12 альбомов, снялась в 10 клипах. Исполняет песни на грузинском, мингрельском и лазском языках.